# Vladislav Ternavskiy
Vladislav Mikhaylovich Ternavskiy - em russo, Владислав Михайлович Тернавський (Kiev, 2 de maio de 1969) é um ex-futebolista e treinador de futebol ucraniano, que, entretanto, jogou pela Seleção Russa de Futebol entre 1994 e 1996. Seu nome original em ucraniano seria Vladyslav Mykhailovych Ternavs'kyi.

## Carreira
Revelado pelo Dínamo de Kiev, profissionalizou-se no Dínamo Erpen em 1987. 
Jogou também por Dínamo-2 Kiev, Nyva Ternopil, Spartak Moscou, Chornomorets Odessa, Tekstilshchik Kamyshin, Saturn, Rostselmash (atual FC Rostov), Dínamo Stavropol, Volgar-Gazprom Astrakhan, Lokomotiv NN, Shinnik Yaroslavl e Irtysh Pavlodar, onde encerrou a carreira de jogador em 2002, aos 33 anos, com o título do Campeonato Cazaque, último dos 3 que conquistou (vencera o Campeonato Russo e a Copa da Rússia em 1994, ambos pelo Spartak).
Em 2004, trabalhou como auxiliar-técnico do Zhemchuzhina Budyonnovsk, exercendo a mesma função no Vityaz Podolsk, onde também foi treinador e administrador. O último trabalho de Ternavskiy foi no Yenisey Krasnoyarsk, na temporada 2015-16, e desde então permanece sem clube.

## Seleção Russa
Ucraniano de nascimento, Ternavskiy não chegou a defender a seleção de seu país nem a Seleção da CEI, que disputou apenas a Eurocopa de 1992. Mesmo não tendo passaporte russo (obtido apenas em 1996), o zagueiro estreou pela nova seleção em abril de 1994, contra a Turquia.
Convocado para a Copa de 1994, jogou 2 partidas - a derrota por 2 a 0 para o Brasil, e na vitória de 6 a 1 sobre Camarões, em jogo lembrado pelos 5 gols de Oleg Salenko.
Preterido para a Eurocopa de 1996, o zagueiro jogou pela última vez como jogador da Seleção Russa em setembro do mesmo ano, em um amistoso contra o Chipre.

## Carreira de treinador
Em 2004, tornou-se auxiliar-técnico do Zhemchuzhina Budyonnovsk, equipe da terceira divisão russa, função que exerceria também no Vityaz Podolsk por 2 temporadas. Seguiu ligado aos Vityazi até 2015, chegando a ser técnico do time principal em 2010 e entre 2013 e 2015.
Passou ainda por Yenisey Krasnoyarsk, Tobol (ambos como auxiliar-técnico), FC Prialit Reutov, Khimik-Arsenal (auxiliar-técnico) e a equipe Sub-19 Arsenal Tula, onde alternou entre auxiliar e treinador entre 2019 e 2022 até se mudar para o Tver neste último ano.

## Títulos
Spartak Moscou
- Campeonato Russo: 1994
- Copa da Rússia: 1994

Tobol
- Campeonato Cazaque: 2002

Dínamo de Kiev
- Campeonato Soviético: 1990
- Copa da União Soviética: 1990

Chornomorets Odessa
- Campeonato Ucraniano: 1995–96